# Shugo Shugo!
Singles de Shugo Chara Egg!
Minna no Tamago
(2008)
Singles par Guardians 4
Omakase Guardian
(2009)
Shugo Shugo! (しゅごしゅご!) est le second single du groupe de J-pop Shugo Chara Egg!, sorti le 25 février 2009 au Japon sur le label Pony Canyon. 
Il atteint la 14e place du classement Oricon. Sortent aussi une édition limitée du single avec un DVD bonus, et une version "Single V" (vidéo) une semaine plus tard.
La chanson-titre sert de générique d'ouverture à la série anime Shugo Chara (2e saison : Shugo Chara!! Doki). Elle figurera d'abord sur la compilation de fin d'année du Hello! Project Petit Best 10, puis sur la compilation Shugo Chara! Song Best qui sort en 2010. Les chansons suivantes du groupe sortiront couplées en deuxièmes titres sur les singles d'un autre groupe créé pour la même série : Guardians 4.

## Liste des titres
CD Single
1. Shugo Shugo! (しゅごしゅご!?)
2. Wonderland ni Tsuretette (ワンダーランドにつれてって?)
3. Shugo Shugo! (instrumental) (しゅごしゅご!...?)
4. Wonderland ni Tsuretette (instrumental) (ワンダーランドにつれてって...?)

DVD de l'édition limitée
1. Shugo Chara! Jio Bangai Hen (しゅごキャラ! じお 番外編?)

Single V
1. Shugo Shugo! (Music Clip)
2. Shugo Shugo! (Close Up Version)
3. Shugo Shugo! (Dance Shot Version)
4. PV Making of (PV撮影メイキング?)